# Whatever became of Siegfried?
Whatever became of Siegfried? was het beoogde derde studioalbum van Pavlov's Dog. Het album werd opgenomen in Richmond Heights in Missouri en stond op het punt van uitkomen. De eerste twee albums gaven echter slechte verkoopresultaten te zien en Columbia Records ontsloeg de band, waardoor het album op de plank kwam te liggen. In de loop der jaren lekten de opnamen uit en verschenen deze onder diverse titels op de markt. The St. Louis Hounds was een eerste poging, vanwege rechten mocht de naam Pavlov’s Dog (nog) niet gebruikt worden. Vervolgens kwam het uit onder de werktitel en van die langspeelplaat werd door TRC vervolgens Third (1994) gekopieerd. De opnamekwaliteit van met name Third laat dan ook zeer te wensen over. In 2007 verscheen het onder de oorspronkelijke titel, ook vanaf een lp gekopieerd met een aantal bonustracks.
De titel is een verwijzing naar Siegfried Carver, die de band na het eerste album verliet. Carver overleed in 2009. 

## Musici
- David Surkamp – zang
- Steve Scorfina – gitaar
- Tom Nickeson – toetsinstrumenten, gitaar, achtergrondzang
- Kirk Sarkisian – slagwerk
- Rick Stockton – basgitaar
- Doug Rayburn - toetsinstrumenten

## Muziek
| Nr. | Titel              | Duur |
| --- | ------------------ | ---- |
| 1.  | Trafalgar          |      |
| 2.  | I love you still   |      |
| 3.  | Jenny              |      |
| 4.  | It’s all for you   |      |
| 5.  | Suicide            |      |
| 6.  | While you were out |      |
| 7.  | Only you           |      |
| 8.  | Today I feel       |      |
| 9.  | Painted ladies     |      |
| 10. | Falling in love    |      |